# Holomitrium wrightii
Holomitrium wrightii là một loài rêu trong họ Dicranaceae. Loài này được Sull. mô tả khoa học đầu tiên năm 1861.